# Syringa × henryi
Syringa × henryi (Бузок Генрі) — рослина-гібрид бузку карпатського (Syringa josikaea) та бузку волохатого (Syringa villosa).
Використовується як кущова декоративна рослина і має низку різних сортів.

## Ботанічний опис
Бузок Генрі — це розлога кущова рослина заввишки 2–4 метри. Гілки вертикальні. Листки широкі овальної форми, основа листка конічна розміром 8–18 см.
Колір квітів бузку Генрі варіюється залежно від сорту від білого до фіолетового.
Цвіте на пагонах попереднього року в червні-липні. Він швидкозростаючий і довгоживучий з невеликим поширенням від місця свого посадки, але процвітає тривалий час при сприятливих умовах і вегетативно поширюється на великі чагарники.

## Поширення
Бузок Генрі походить з Угорщини. Він росте у Фінляндії на території з Гельсінкі до Рованієму.

## Галерея

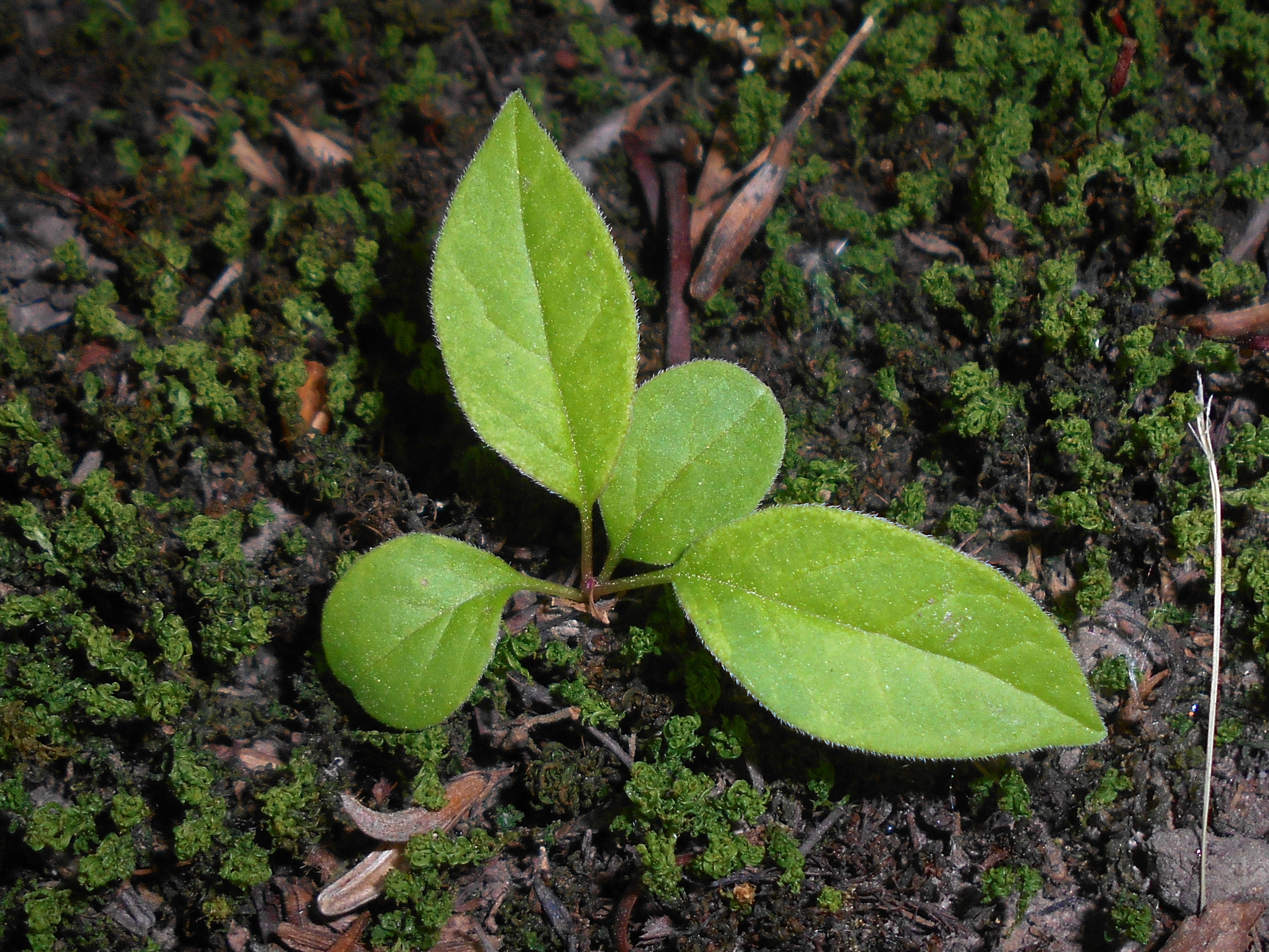
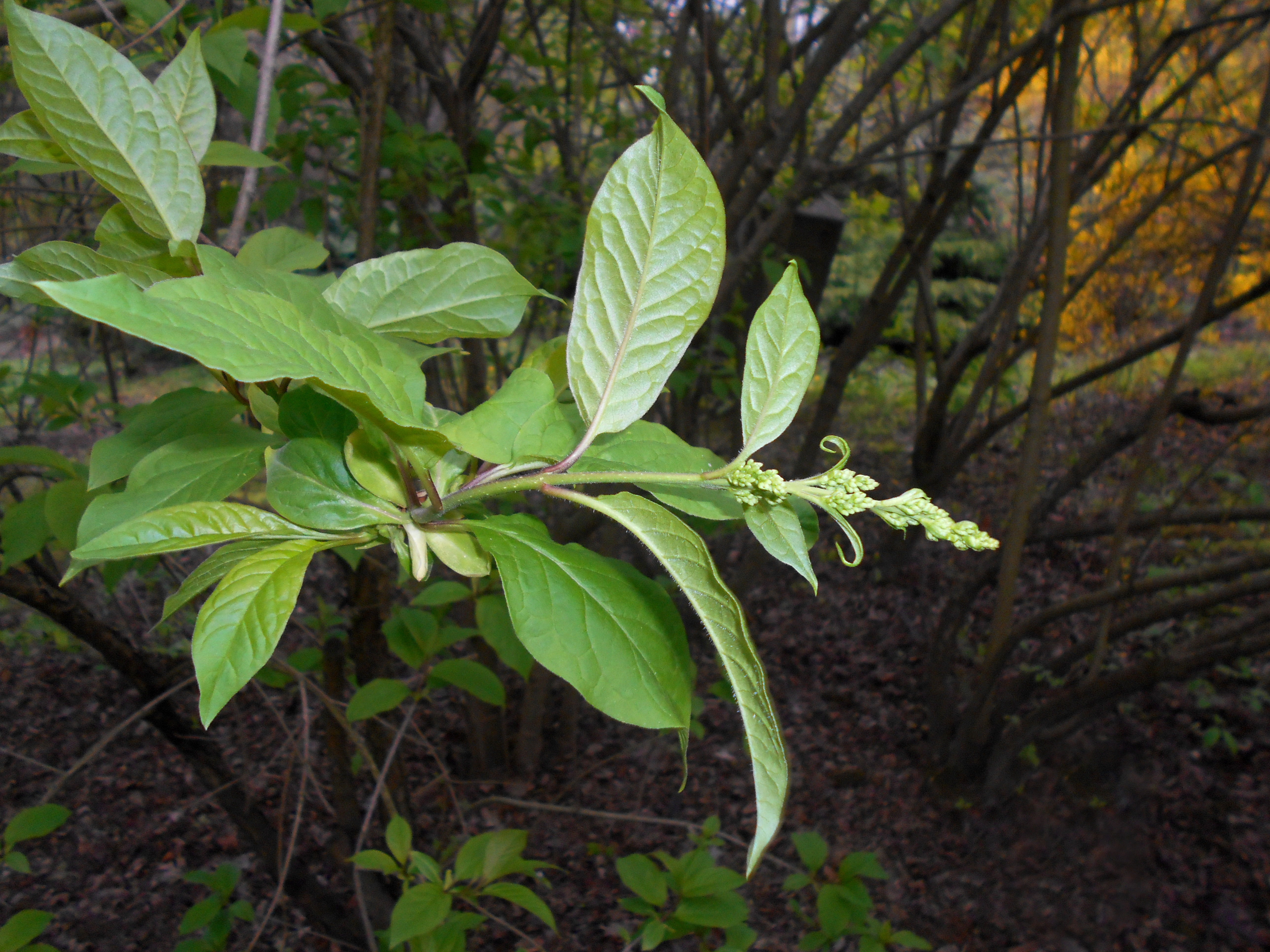
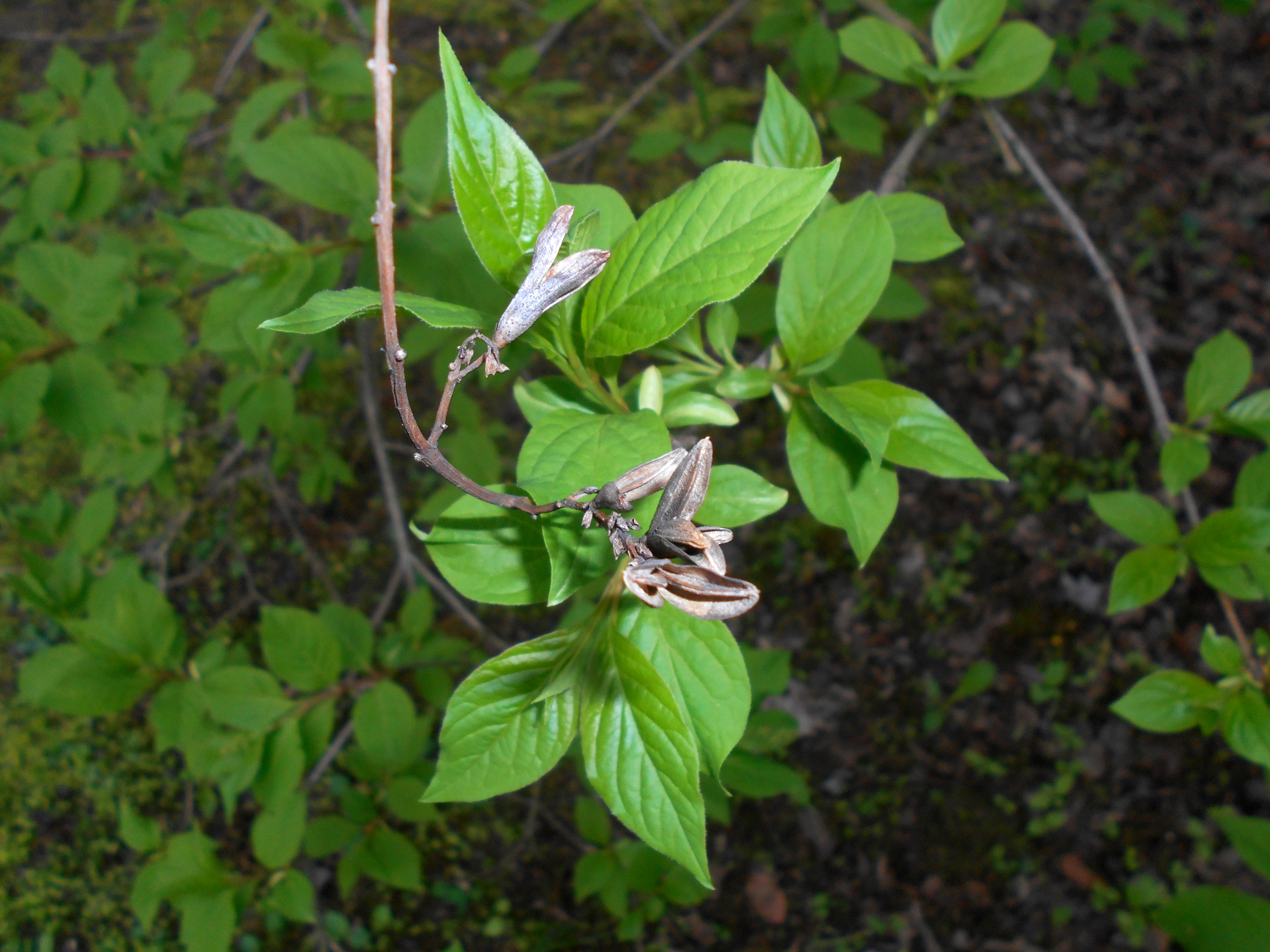
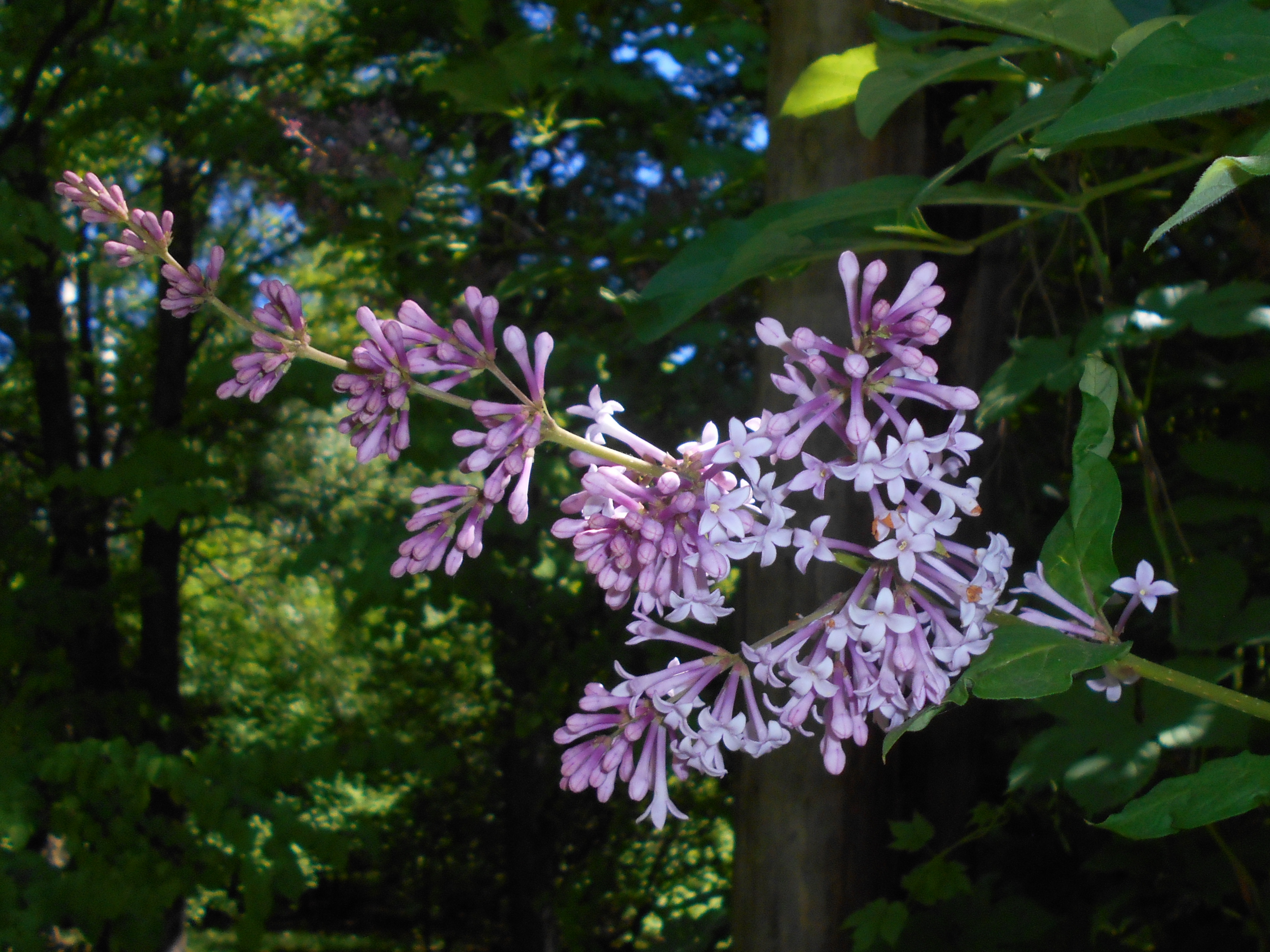